# José Castellani
José Castellani (Araraquara, 29 de maio de 1937 — 21 de novembro de 2004) foi um médico oftalmologista, escritor, jornalista e historiador brasileiro. Foi Secretário-Geral de Educação e Cultura e Presidente do Conselho Federal de Cultura.

## Maçonaria
Foi iniciado na maçonaria em 9 de novembro de 1965 na Loja Comércio e Ciências em São Paulo, Grande Oriente de São Paulo, tendo atingindo o 33º Grau do Rito Escocês Antigo e Aceito. Nas várias atividades exercidas obteve inúmeros prêmios e destaques, tendo deixado um legado cultural e importantes realizações para a sociedade. Foi Secretário de Cultura e Relações Públicas do Grande Oriente do Brasil. Fundou a Associação Brasileira de Imprensa Maçônica e a Academia Maçônica de Artes, Ciências e Letras.

## Homenagens
É homenageado pelas lojas maçônicas Augusta e Respeitável Loja Simbólica José Castellani, nº 3.883 e Augusta e Respeitável Loja Simbólica Fraternidade Acadêmica Dr. José Castellani, 3979, esta última em sua cidade natal, Araraquara, federada ao Grande Oriente do Brasil e jurisdicionada ao Grande Oriente do Distrito Federal, fundada em 25 de outubro de 2007.
Pelo décimo aniversário de sua passagem para o Oriente Eterno, a loja homônima teve aprovada pelo Grande Oriente do Brasil a Comenda do Mérito Literário Maçônico José Castellani, a qual será outorgada a personalidades maçônicas destacadas no meio literário. Marca também essa passagem a elaboração de Peça de Arquitetura com seu legado, José Castellani: uma coletânea da Rede Mundial.

## Obra
Castellani é um dos principais historiadores da maçonaria no Brasil. De acordo com Michel Goulart da Silva, sua obra História do Grande Oriente do Brasil (1993) é um clássico e "um dos trabalhos mais completos publicados a respeito da maçonaria no Brasil. [...] Pode-se afirmar que, enquanto síntese da história do GOB, localizando sua participação em alguns acontecimentos políticos ocorridos no Brasil, a obra de José Castellani [...] é uma importante contribuição para que se possa conhecer a atuação da maçonaria na política brasileira e um primeiro passo fundamental para estudos posteriores". Para Benijohnson Silva, sua obra Os Maçons e a Abolição da Escravatura (1998) "foi de extrema importância, pois atentou-se na questão de imaginar onde esses personagens negros, como é caso de Luís Gama e Joaquim Nabuco, conseguiram ganhar destaque tanto dentro do âmbito dos movimentos abolicionistas, quanto dentro do cenário maçônico". Foi o responsável pela recuperação da contribuição de Antônio Bento ao movimento abolicionista. Também de grande importância neste tópico é a obra A Maçonaria Brasileira na Década da Abolição (2000).
Na opinião de Ricardo Mário Gonçalves, Castellani é um dos poucos historiadores que "possuem suficiente bagagem cultural e espírito crítico para apresentarem contribuições de peso para o avanço da historiografia maçônica", mas alguns autores como Thiago Gonçalves e Marcos Silva criticam sua tendência a fazer uma apologia à maçonaria e supervalorizar a participação da organização na história nacional.

### Publicações
- Os Maçons que Fizeram a História do Brasil (1973);
- A Ciência Maçônica e as Antigas Civilizações (1977);
- Shemá Israel - A Civilização Hebraica e sua Influência no Mundo Atual (1977);
- São Paulo na Década de 30 (1978);
- A Maçonaria e sua Política Secreta (1981);
- Liturgia e Ritualística do Grau de Aprendiz Maçom (1985);
- A Maçonaria Moderna (1986);
- Liturgia e Ritualística do Grau de Companheiro Maçom (1986);
- Liturgia e Ritualística do Grau de Mestre Maçom (1987);
- Consultório Maçônico - Volume I-V (1987 - 2000);
- José Bonifácio: Um Homem Além do seu Tempo (1988);[13]
- O Rito Escocês Antigo e Aceito - História, Doutrina e Prática (1988);
- A Maçonaria e o Movimento Republicano Brasileiro (1989);[14]
- O Mestre Instalado (1989);
- Dicionário Etimológico Maçônico - Volume I-VI (1990-1994);
- Curso Básico de Liturgia e Ritualística (1991);
- Origens Históricas e Místicas do Templo Maçônico (1991);
- Manual do Rito Moderno (1991);
- O Mestre Secreto (1991);
- Rito Moderno: A Liberdade Revelada (1991);
- A Conjuração Mineira e a Maçonaria que não Houve (1992);
- Cartilha do Aprendiz (1992);
- História do Grande Oriente do Brasil (1993);
- Os Maçons na Independência do Brasil (1993);[15]
- A Cadeia Partida (1994);
- A Maçonaria e sua Herança Hebraica (1994);
- História do Grande Oriente de São Paulo (1994);
- A Cisão de 1927 do Grande Oriente do Brasil (1995);
- Análise da Constituição de Anderson (1995);
- Manual Heráldico do Rito Escocês Antigo e Aceito - Volume I-II (1995-1997);
- Do Pó dos Arquivos - Volume I-II (1995-1996);
- Origens do Misticismo na Maçonaria (1995);
- Amizade: A Primeira Loja Maçônica na História de São Paulo (1996);
- Grande Oriente de São Paulo - 75 Anos (1996);
- Os Maçons e a Questão Religiosa do Século XIX (1996);
- Histórias Pitorescas de Maçons Célebres (1997);
- O Cavaleiro Rosa-Cruz (1997);
- Cartilha do Grau de Companheiro (1998);
- Os Maçons e a Abolição da Escravatura (1998);
- Fragmentos da Pedra Bruta (1999);
- Manual do Mestre Instalado (1999);
- Supremo Conselho do Rito Escocês Antigo e Aceito no Brasil (2000);
- A Ação Secreta da Maçonaria na Política Mundial (2001);[16]
- Maçonaria e Astrologia (2004);
- A Maçonaria na Década da Abolição e da República
- Piratininga: História da Loja Maçônica Tradição de São Paulo